# Oscar Swahn
Oscar Gomer Swahn (ur. 20 października 1847 w przysiółku Skärbo w gminie Tanum, zm. 1 maja 1927 w Sztokholmie) – szwedzki strzelec, sześciokrotny medalista olimpijski. Specjalista w strzelaniu do tarczy o sylwetce jelenia. Ojciec Alfreda Swahna.

## Życiorys
Urodził się w 1847 w rodzinie kapitana J.G. Swahna i jego żony Christiny Elisabethy (z domu Gerle). W wieku 16 lat zapisał się do jednego z klubów strzeleckich. W przeciągu całej kariery wygrał kilkaset zawodów strzeleckich na terenie Szwecji.
Reprezentował klub Stockholms SkarpSF. Brał udział w trzech igrzyskach olimpijskich (IO 1908, IO 1912 i IO 1920). Na pierwszych wystąpił w trzech konkurencjach, w każdej zdobywając medale (dwa złote i jeden brązowy). Cztery lata później wystąpił w czterech konkurencjach, zdobywając medale w połowie z nich (złoto i brąz). 26 lipca 1920 roku w Antwerpii, został najstarszym medalistą olimpijskim w historii (miał tego dnia ukończone 72 lata i 280 dni); zdobył jeden srebrny medal (startował w trzech konkurencjach).
Ogółem, wystartował w 10 konkurencjach. Tylko raz spróbował swoich sił w dyscyplinie innej, niż strzelanie do tarczy o sylwetce jelenia – na igrzyskach w Sztokholmie w 1912 roku wziął udział w trapie. Zajął jednak bardzo odległe, bo 57. miejsce, wyprzedzając jedynie czterech zawodników. Poza tym, zawsze plasował się w pierwszej dziesiątce. Oscar Swahn miał także wystąpić na igrzyskach olimpijskich w 1924 roku (w wieku niespełna 77 lat), jednak z powodu choroby nie wystartował. Zmarł niecałe trzy lata później w Sztokholmie.
Nigdy nie zdobył medalu mistrzostw świata (choćby dlatego, że w jego czasach nie rozgrywano konkurencji, w których się specjalizował). Kiedy zdobywał medale olimpijskie, był jednym z najbardziej rozpoznawalnych Szwedów (miał m.in. charakterystyczną długą białą brodę).
W latach 1891–1917, Swahn pracował jako księgowy w szwedzkiej agencji prasowej. W Uddevalli (miejscu narodzin jego syna Alfreda), był przewodniczącym tamtejszego związku strzeleckiego, a w latach 1893–1917 zasiadał w komitecie wykonawczym tegoż klubu. W 1903 roku został odznaczony Królewskim Orderem Wazów.

### Wyniki olimpijskie
| Igrzyska | Konkurencja                                     | Wynik                                  | Miejsce    | Źródło |
| -------- | ----------------------------------------------- | -------------------------------------- | ---------- | ------ |
| IO 1908  | Runda pojedyncza do sylwetki jelenia            | 25 punktów                             | 1 (na 16)  | [ 7 ]  |
| IO 1908  | Runda pojedyncza do sylwetki jelenia, drużynowo | 86 punktów (druż.), 21 punktów (ind.)  | 1 (na 2)   | [ 8 ]  |
| IO 1908  | Runda podwójna do sylwetki jelenia              | 38 punktów                             | 3 (na 15)  | [ 9 ]  |
| IO 1912  | Runda pojedyncza do sylwetki jelenia            | 39 punktów                             | 5 (na 34)  | [ 10 ] |
| IO 1912  | Runda pojedyncza do sylwetki jelenia, drużynowo | 151 punktów (druż.), 43 punkty (ind.)  | 1 (na 5)   | [ 11 ] |
| IO 1912  | Runda podwójna do sylwetki jelenia              | 72 punkty                              | 3 (na 20)  | [ 12 ] |
| IO 1912  | Trap                                            | 10 punktów                             | 57 (na 61) | [ 13 ] |
| IO 1920  | Runda pojedyncza do sylwetki jelenia            | 37 punktów                             | 7T (na ?)  | [ 14 ] |
| IO 1920  | Runda pojedyncza do sylwetki jelenia, drużynowo | 153 punkty (druż.), 28 punktów (ind.)  | 4 (na 4)   | [ 15 ] |
| IO 1920  | Runda podwójna do sylwetki jelenia, drużynowo   | 336 punktów (druż.), 68 punktów (ind.) | 2 (na 4)   | [ 16 ] |